# Francesc Xavier Bultó i Marquès
Francesc Xavier Bultó i Marquès   (Barcelona, 17 de maig de 1912 - Barcelona, 3 d'agost de 1998), conegut també com a Paco Bultó, va ser un empresari català, fundador de les empreses Montesa (juntament amb Pere Permanyer) i Bultaco. Nascut al si d'una família de l'alta burgesia catalana, dedicada entre altres activitats al tèxtil, destacà com a enginyer i dissenyador de motocicletes, tot i que els seus negocis varen abastar també altres sectors com ara el tèxtil, el químic-farmacèutic i el de la maquinària pesant, arribant a ser el major ocupador de Catalunya.
La llegenda diu que Paco Bultó (o Don Paco, com era conegut afectuosament al món del motor) va demanar de ser enterrat «amb la seva samarreta Bultaco i el bigoti ben encerat».

## Dades familiars
Francesc Xavier Bultó era el petit de sis germans, pertanyent per línia materna a la quarta generació d'una nissaga d'empresaris tèxtils i terratinents de la zona de Vilanova i la Geltrú, al Garraf, instaurada el 1830 pel seu besavi Isidre. Indià enriquit a Cuba, un cop tornat a casa Isidre Marquès invertí part de la seva fortuna en una fàbrica de teixits de cotó que fundà a Vilanova i la Geltrú i en diversos terrenys agrícoles destinats al conreu de la vinya, repartits entre Cubelles i Cunit. Aquells terrenys foren l'origen de la coneguda Masia Sant Antoni, la qual passà a la història més d'un segle després quan Paco Bultó, a qui li correspongué per herència, la popularitzà en associar-la a les seves activitats amb el motociclisme i la marca Bultaco.
D'entre els avantpassats de Paco Bultó cal destacar-ne el seu avi Manuel Marquès, fill d'Isidre, qui fou nomenat president de la Companyia dels Ferrocarrils de Madrid a Saragossa i a Alacant i començà la construcció de la línia que passa per la costa del Garraf en direcció a Barcelona. Aquesta nova línia, amb parada a Vilanova i la Geltrú, beneficià enormement les seves fàbriques.
D'altra banda, d'entre els seus parents directes és especialment recordat el seu germà Josep Maria, mort el 9 de maig de 1977 a Barcelona en un atemptat atribuït a Exèrcit Popular Català que mai no va ser reivindicat.

### Matrimoni i descendència
Casat el 16 de juny de 1947 amb l'aristòcrata barcelonina Inés Sagnier (descendent per línia materna de Ferran I de Lleó i Castella), la nissaga del matrimoni la formen deu fills i nombrosos nets, entre els quals n'hi ha de famosos com ara el seu fill Álvaro Bultó (aventurer mort el 2013 mentre feia paracaigudisme extrem) o els seus nets Daniel Oliver, Miki Arpa i Sete Gibernau, destacats pilots de velocitat Extreme, enduro i MotoGP respectivament. Altres parents seus que triomfaren com a pilots fa anys són Ignasi Bultó (el seu fill gran), Joan Soler Bultó i Oriol Puig Bultó (nebots) i Manuel Soler (renebot).
Finalment, el seu fill Patrici és el Cap de Biologia de l'Aquàrium de Barcelona i el petit, Francesc Xavier Curro, és campió estatal d'esquí i Director General de Bultaco Motors, empresa nascuda el maig de 2014 que farà renéixer la històrica marca.

### Resum genealògic
Tot seguit es mostra el seu llinatge per línia materna, des del seu besavi Isidre Marquès fins a ell i els seus fills. S'hi indiquen també els seus nets i familiars amb altres graus de parentiu que han destacat en l'esport del motociclisme.
A banda d'ell i la seva muller, s'hi assenyalen en negreta els seus avantpassats directes per línia materna. S'hi indica en cursiva el nom familiar de la persona si es coneix.
- Isidre Marquès i Riba - Pilar Puig
  - Manuel Marquès i Puig - Concepció Soler i Pers
    - Maria del Pilar Marquès i Soler (?-1962) - Francesc de Paula Bultó i Sert (?-1941)
      - Ignasi Bultó i Marquès (?-1933)
      - Pilar Bultó i Marquès (1907-2002) - Josep Antoni Soler i Urgell, Jasu (?-1977)
        - Joan Soler i Bultó (25/11/1927) - Josefina Alegre
          - Manuel Soler i Alegre (9/3/1957)
          - Pere Soler i Alegre (1958)

      - Montserrat Bultó i Marquès (?-1979) - Ramir Puig i Puig (?-1987)
        - Oriol Puig i Bultó (12/12/1935) - Montserrat Viladomiu i Portabella

      - Maria Bultó i Marquès - Cristòfol Font de Fors (?-1982)
      - Josep Maria Bultó i Marquès (1900-1977) - Montserrat Font de Fors (?-1934)
      - Francesc Xavier Bultó i Marquès, Paco (1912-1998) - Inés Sagnier i Muñoz (1923-2014)
        - Inés Bultó i Sagnier (13/5/1948) - Josep Lluís Oliver i Sala (26/2/1942)
          - Daniel Oliver i Bultó (16/11/1976)

        - Maria Cristina Bultó i Sagnier (29/7/1949) - Manuel Gibernau i Corachán (8/7/1945)
          - Manuel Gibernau i Bultó, Sete (15/12/1972)

        - Maria de l'Esperança Bultó i Sagnier (9/1/1951) - Pere Arpa i Vilallonga (19/1/1953)
          - Miquel Arpa i Bultó, Miki (3/12/1976)

        - Ignasi Bultó i Sagnier, Yato (17/12/1951) - Matilde Mata i Bufill (8/2/1955)
        - Maria Bultó i Sagnier (7/5/1953) - Joan Alfons Oliver i Sala (24/3/1945)
        - Llúcia Bultó i Sagnier (13/9/1954) - Rafael Tarradas i Gorchs (27/1/1946)
        - Patrici Bultó i Sagnier, Pati (3/8/1957) - Eulàlia Balcazar i Tort (20/5/1959)
        - Joan Bultó i Sagnier, Cani (26/4/1959) - Teresa Soler i Roig (12/12/1964)
        - Álvaro Bultó i Sagnier, Bros (1962 - 2013)
        - Francesc Xavier Bultó i Sagnier, Curro (27/1/1966)

## Biografia
Des de ben jove, Francesc Xavier Bultó sentí una gran afecció per les motocicletes. El 1926, a 14 anys, ja estava subscrit a la revista The Motorcycle i quedà atrapat per l'ambient motociclista de Barcelona: tot tornant de l'escola, admirava les Norton exposades a la botiga del Passeig de Gràcia, les BSA al carrer Provença, les Rudge i Ariel a la cantonada dels carrers de Mallorca amb Pau Claris i, ben a prop, les FN. Allí conegué a Fernando Aranda, famós pilot de l'època, que hi treballava d'aprenent.
Aquell mateix any es comprà un velomotor DKW de politges per 300 pessetes (uns 1,80 euros al canvi) amb el qual començà a experimentar idees tècniques. El 1929, després de presenciar el Gran Premi d'Europa al circuit de l'Ametlla del Vallès, descobrí la seva gran afecció pel motociclisme de velocitat i es feu soci del Reial Moto Club de Catalunya, començant la seva carrera de pilot. A 18 anys debutà a les curses amb un nom figurat: "Francisco Roig", tot pilotant una AJS 350. A la segona cursa que corregué adoptà un pseudònim: Patek, inspirat en un rellotge que li agradava: Patek Philipe. Tenia una bona tècnica i el 1935 fou Campió de Catalunya i d'Espanya amateur amb una Velocette 90 Plus. L'afecció per la velocitat l'acompanyaria tota la vida i seguí competint-hi durant anys (el 1948 fou Campió d'Espanya de 250cc, amb Montesa).

### Primers negocis
Decidit a estudiar allò que més li agradava, la mecànica, cursà les carreres de perit i d'enginyer industrial, obtenint el títol d'enginyer. Tot just acabada la carrera, fundà (amb un capital de 160.000 pessetes) l'empresa Barella i Bultó, S.L., en col·laboració amb un seu amic i company d'estudis, Antoni Barella, en uns terrenys cedits per son pare a Vilanova i la Geltrú. L'empresa es dedicava a la fabricació de pistons i segments destinats als èmbols dels motors de combustió interna. Temps a venir, aquella empresa, reconvertida a Fundaciones Industriales, SA (FISA), esdevingué el principal subministrador de la indústria estatal d'automoció, arribant fins i tot a exportar a Alemanya un cop s'associà amb l'empresa alemanya Mahle.
Amb FISA no satisfeia, però, la seva afecció per les motos i, després de participar en diverses curses per a conèixer a fons la problemàtica de la construcció d'aquests vehicles, decidí passar a fabricar-ne ell. Però necessitava algú que posés en pràctica les seves idees.

### Fundació de Montesa

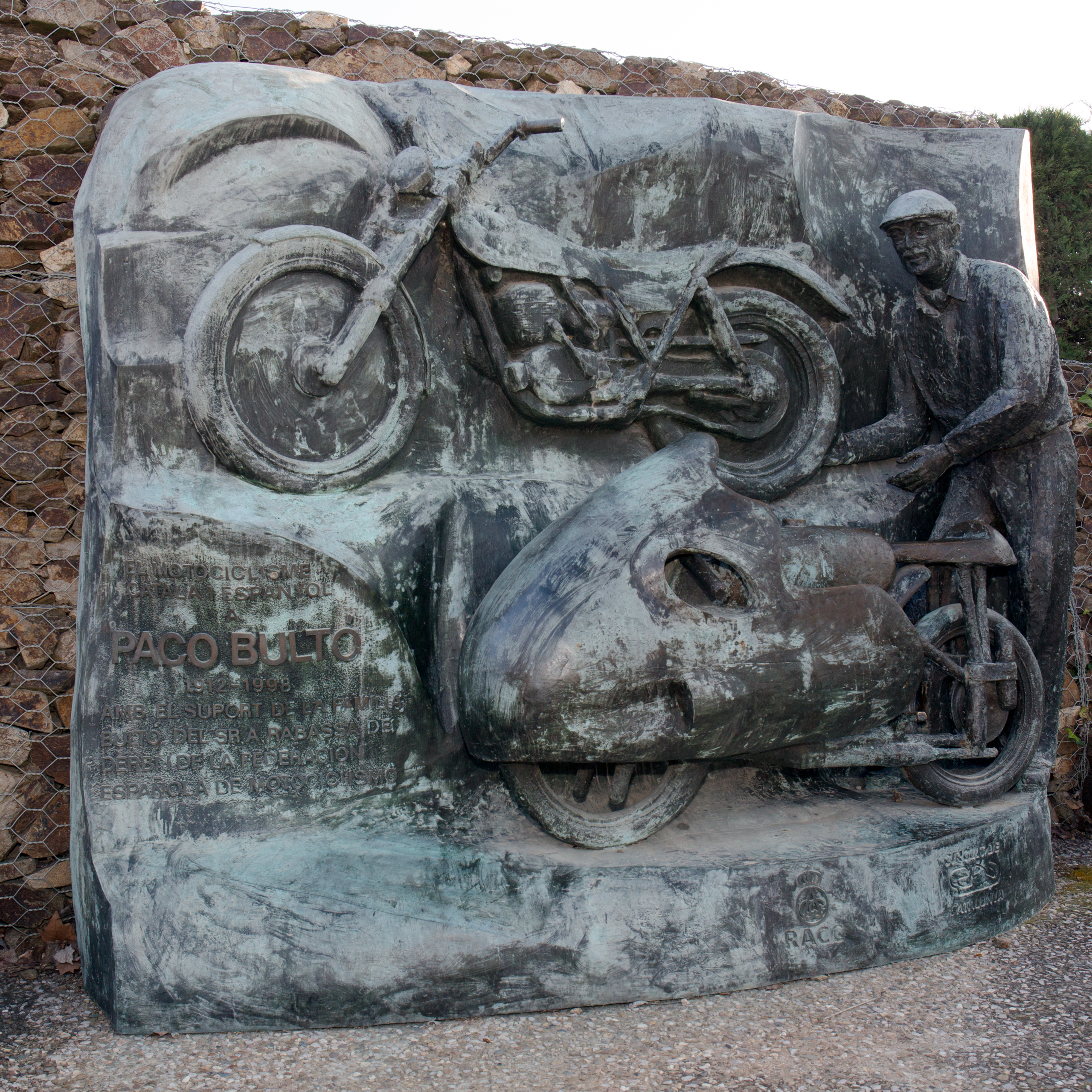
Monument a Paco Bultó al Circuit de Catalunya, amb una Bultaco Sherpa T (a dalt) i una Montesa Sprint (a baix)

El 1944, Pere Permanyer cercava suport financer entre l'entorn familiar per a desenvolupar el seu projecte de construir petits motors auxiliars per a bicicletes, quan un seu amic anomenat Jasu (Josep Antoni Soler Urgell) li parlà d'un cunyat seu, un tal Francesc Xavier Bultó, jove enginyer copropietari de l'empresa Barella i Bultó i que era un apassionat de les motocicletes. Un cop coneguts tots dos joves empresaris, sense gaires converses decidiren d'associar-se per a construir quelcom encara indeterminat, però mentre Permanyer pensava en motors, Bultó volia fer motos. «Si feu motos, jo m'hi apunto!» Finalment, Permanyer hi accedí.
Als anys de postguerra hi havia gran escassetat i calia fer-s'ho tot un mateix, però Bultó i Permanyer tingueren la sort que Manuel Giró, un altre apassionat de les motos i conegut del primer, els vengué una partida de volants magnètics Bosch que havia importat per mirar de construir motos, sense poder tirar endavant el seu projecte, juntament amb una partida de tub per als bastidors i les matrius per a fabricar la forquilla de la suspensió anterior.
Més tard, Bultó li demanà al seu nebot Joan Soler Bultó un velomotor que li havia regalat feia poc i el prengué de base per a la seva primera motocicleta. Es tractava d'un Motobécane B1V2 GR38, comprat a Perpinyà, el qual anà desmuntant i tornant a muntar per tal d'aprofitar-ne el que podia. En paraules seves: «La primera Montesa fou en part el que vaig voler i en part el que vaig trobar. El motor i el canvi els vaig "afusellar", no eren idèntics però retiraven molt a la Motobécane». Durant aquell any, 1944, s'acabà de desenvolupar la moto i el 1945 s'inscrigué en una prova de regularitat per a provar-la en competició. Finalment, el 17 de juny de 1945 es presentà la primera Montesa, una 98 cc, a la Fira de Mostres de Barcelona, començant així la història d'una marca que ha arribat als nostres dies.

### Èxits esportius
Paco Bultó practicà activament el motociclisme i l'automobilisme durant anys. A banda del campionat d'Espanya de velocitat que aconseguí el 1948, guanyà les curses dels circuits de la Casa de Campo i Basurto-Zorroza-Castrejana, la Pujada a Vallvidrera i la Cuesta de Santo Domingo el 1947. Competint en regularitat, aconseguí la medalla de bronze als Sis Dies Internacionals de Varese el 1951 i, pel que fa a l'automobilisme, aconseguí el segon lloc aquell mateix any i el primer el 1953 al Ral·li dels Alps. El 1955 aconseguí la victòria al Ral·li 1.000 km de la Penya Motorista Barcelona.

### Sortida de Montesa
La relació entre Bultó i Permanyer fou bona fins a arribar al 1958. Aquell any, Permanyer decidí aplicar restriccions de pressupost al departament de competició de la marca (la nineta dels ulls de Bultó), ja que volia treure nous models al mercat -aleshores només tenien la Brío 81 i la 91) i a més a més tenia intenció d'instal·lar-se a Esplugues de Llobregat, en uns terrenys que hi havien comprat poc abans. Aprofitant l'avinentesa, un directiu de l'empresa no gaire amic de Bultó anà burxant Permanyer per tal que tanqués el departament de curses, adduint que empreses com ara Moto Guzzi, Gilera i Mondial ja ho havien fet.
Permanyer es deixà convèncer i a la reunió del consell d'administració de finals d'abril de 1958 anuncià que Montesa no participaria en les 24 Hores de Montjuïc, cursa que era prioritària per a Bultó i per la qual ja havia preparat una 175 cc de 60x60 que prometia molt. Fidel a la seva màxima, «El mercat segueix la bandera de quadres», Bultó abandona l'empresa. En paraules seves: «No m'ho vaig pensar dues vegades i me'n vaig anar».

### Fundació de Bultaco
Poc després de plegar de Montesa, un petit grup d'enginyers, tècnics, pilots i treballadors de la casa decidí d'oferir-li un sopar d'homenatge en un restaurant proper a Santa Creu d'Olorda, i justament allà, entre plat i plat, sorgí la idea de crear una nova fàbrica de motos. Els seus fidels seguidors li deien: «Això no pot ser, volem córrer curses i fer-ho amb vostè!» Tot i que Bultó en un principi no ho veia gens clar, aconseguiren convèncer-lo.

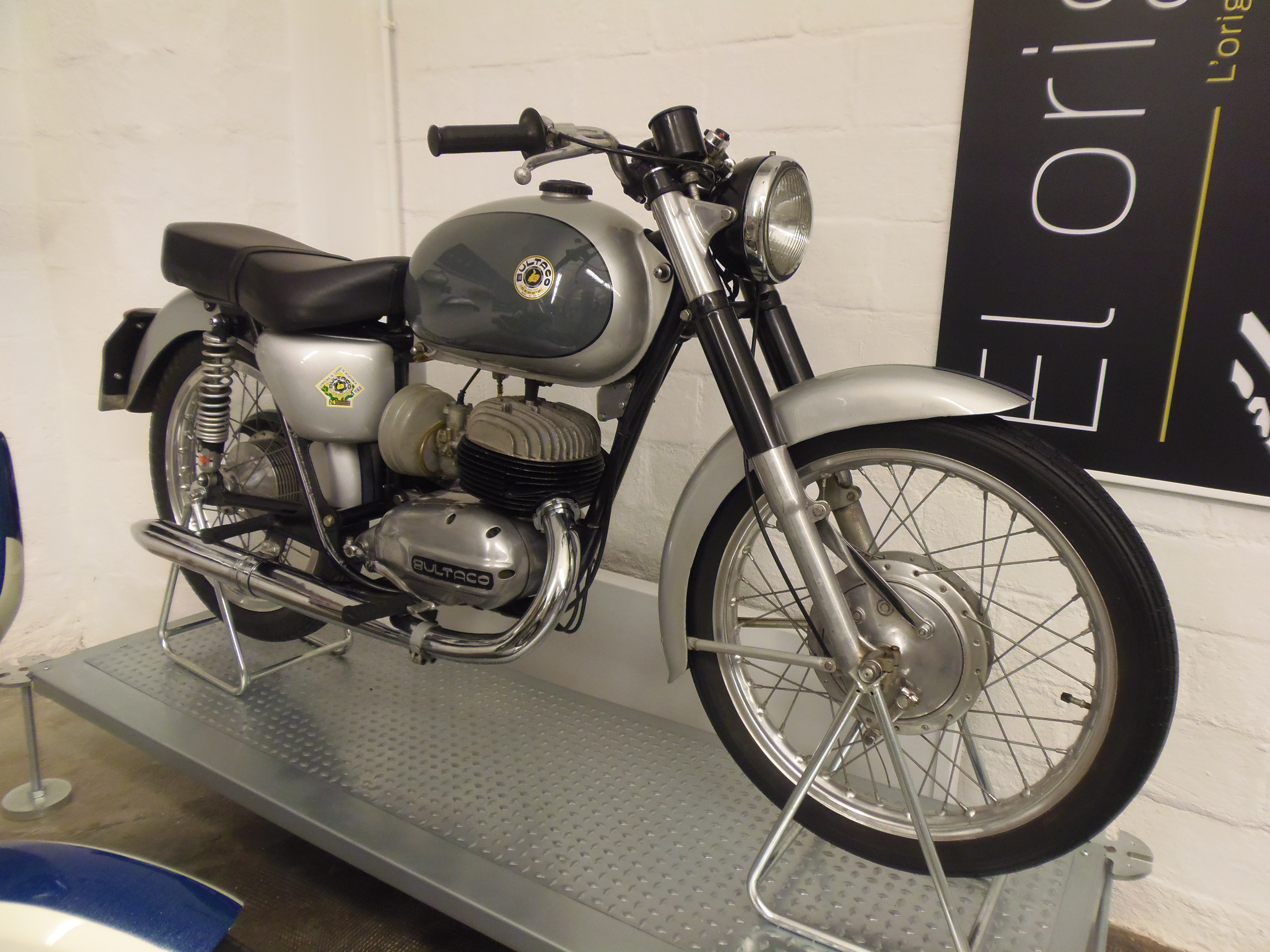
Paco Bultó anava a la feina amb aquesta Bultaco 200 de 1962

El 17 de maig de 1958, just quan feia els 46 anys, Francesc Xavier Bultó fundà la Compañía Española de Motores, SA (CEMOTO) amb un capital social de mig milió de pessetes, en companyia d'un grup d'ex-treballadors de Montesa que el seguiren en aquella nova aventura. La nova empresa s'instal·là al Mas Casellas, una masia enmig d'unes vinyes que havien adquirit a Sant Adrià de Besòs (la finca, coneguda també com a Can Sambró o Can Mantega, estava situada al costat de les vies de tren de la línia Barcelona-Mataró, al nord-est de l'actual barri de La Mina). Molt precàriament, el taller el muntaren al trull, la foneria al graner i l'oficina tècnica, més endavant, als dormitoris. Tot i les mancances inicials, en només quatre mesos tingueren a punt el primer prototipus de motocicleta, que fou provat per Bultó la nit del 3 d'octubre d'aquell any. Seguiren evolucionant-lo fins que al febrer de 1959 l'enllestiren, presentant-lo als mitjans de comunicació el 24 de març. Acabava de néixer la primera moto de Bultaco, la Tralla 101.
Com a anècdota el nom de la nova marca, Bultaco, se l'havia inventat ja feia anys el mateix Bultó per a fer-lo servir com a adreça telegràfica per tal de comunicar-se amb l'alemanya Mahle pels afers de la seva empresa, FISA, i eren les quatre primeres lletres del seu cognom seguides de les tres darreres del nom, Paco. Pel que fa a l'anagrama, el famós "dit rampant", fou també idea seva i l'havia vist fer per primer cop al pilot britànic de motociclisme David Whitworth, quan indicava als mecànics dels boxes que tot li anava bé. Aquell gest, aleshores no gens comú, l'havia après aquest pilot de la seva estada a la RAF, on els pilots d'avions el feien servir abans d'envolar-se per tal d'indicar al personal de terra que estaven a punt i ja els podien treure les falques de les rodes.

### El trial

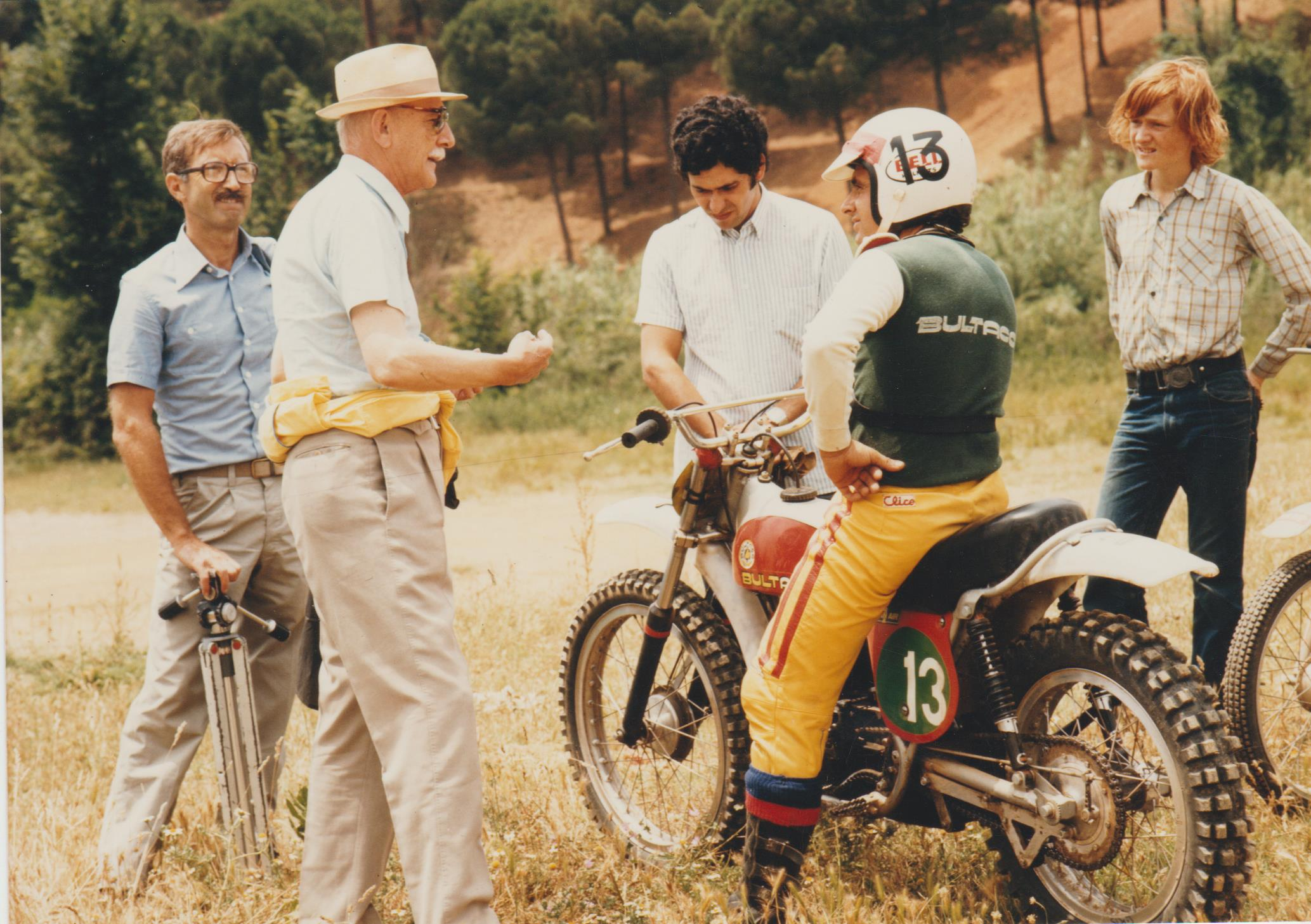
Paco Bultó xerrant amb Domingo Gris (dalt de la Pursang) al circuit del Vallès el 1973

Tot i que la seva primera passió fou la velocitat, de gran Paco Bultó es va decantar per les especialitats del fora d'asfalt, com ara el tot terreny, el motocròs i, especialment, les excursions en moto per la muntanya, les quals acostumava a fer amb la seva Bultaco Alpina durant la dècada de 1970, sovint acompanyat pels seus fills i nets.
Però la seva gran aportació en aquest camp fou el trial, esport que va contribuir a popularitzar internacionalment. Havent descobert aquesta disciplina en un dels seus viatges al Regne Unit, on va conèixer i presenciar proves històriques com ara els Sis Dies d'Escòcia, en època primerenca va començar a introduir-la a Catalunya, tot organitzant-hi els primers trials en forma de proves informals per als seus convidats a la masia Sant Antoni, proves que poc després anomenaria "Trial de Sant Antoni". Dotat d'una gran intuïció i visió de futur, és gràcies a ell que el trial va rebre un impuls definitiu a mitjan dècada de 1960, quan va crear una nova moto per a aquesta especialitat en col·laboració amb el campió Sammy Miller, que va resultar revolucionària: La Bultaco Sherpa T. A partir d'aleshores, va promoure decididament el trial britànic tant a Catalunya com a la resta del món, tot impulsant un Campionat d'Europa que va acabar de llançar el trial com a modalitat de competició internacional.